# Gran Premio motociclistico di Germania 1973
Il Gran Premio motociclistico di Germania fu il terzo appuntamento del motomondiale 1973.
Si svolse il 13 maggio 1973 sul circuito di Hockenheim alla presenza di 200.000 spettatori, e corsero tutte le classi.
Prima gara della giornata quella della 50, che vide le Kreidler ufficiali ritirarsi, lasciando la vittoria alla Jamathi di Theo Timmer.
In 125 Kent Andersson ottenne la terza vittoria consecutiva, lasciandosi Ángel Nieto a oltre mezzo minuto.
Le Yamaha ufficiali di Jarno Saarinen e Hideo Kanaya dominarono la 250.
In 350 si verificarono molti ritiri: le due MV Agusta di Phil Read e Giacomo Agostini per problemi alle valvole, oltre a John Dodds, János Drapál e Kent Andersson: a vincere fu Teuvo Länsivuori, in una gara che vide solo dieci piloti tagliare il traguardo.
In 500, ritirati Kanaya (grippaggio), Saarinen (catena tranciata) e Agostini (cedimento dell'albero motore), la vittoria andò a Read (per il britannico fu la prima vittoria in 500 dal 1964). Per la prima volta nella storia del Mondiale un padre e un figlio andarono a punti nella stessa classe nello stesso GP: i tedeschi Ernst e Reinhard Hiller (rispettivamente 3° e 6°).
Nei sidecar nuova vittoria per Klaus Enders.

## Classe 500

### Arrivati al traguardo
| Pos. | Pilota               | Moto      | Tempo     | Punti |
| ---- | -------------------- | --------- | --------- | ----- |
| 1    | Phil Read            | MV Agusta | 50' 03" 7 | 15    |
| 2    | Werner Giger         | Yamaha    | +1 giro   | 12    |
| 3    | Ernst Hiller         | König     | +1 giro   | 10    |
| 4    | Georg Pohlmann       | Yamaha    | +1 giro   | 8     |
| 5    | Billie Nelson        | Yamaha    | +1 giro   | 6     |
| 6    | Reinhard Hiller      | König     | +1 giro   | 5     |
| 7    | Peter Stocksiefen    | Suzuki    | +1 giro   | 4     |
| 8    | Udo Kochanski        | König     | +2 giri   | 3     |
| 9    | Alex George          | Yamaha    | +2 giri   | 2     |
| 10   | Sven-Olof Gunnarsson | Kawasaki  | +2 giri   | 1     |
| 11   | Walter Kaletsch      | Yamaha    | +2 giri   |       |
| 12   | Horst Lahfeld        | Yamaha    | +2 giri   |       |
| 13   | Derek Lee            | Suzuki    | +2 giri   |       |
| 14   | Rob Bron             | Suzuki    | +2 giri   |       |
| 15   | Hansueli Rothermann  | Yamaha    | +2 giri   |       |
| 16   | David Harris         | Suzuki    | +5 giri   |       |

### Ritirati
| Pilota             | Moto      | Motivo ritiro              |
| ------------------ | --------- | -------------------------- |
| Bruno Kneubühler   | Yamaha    |                            |
| Ron Chandler       | Kawasaki  |                            |
| Jarno Saarinen     | Yamaha    | rottura della catena       |
| Kim Newcombe       | König     |                            |
| Kurt-Harald Florin | König     |                            |
| Jerry Lancaster    | Suzuki    |                            |
| Silvano Bertarelli | Paton     |                            |
| Hideo Kanaya       | Yamaha    | rottura di un pistone      |
| Guido Mandracci    | Suzuki    |                            |
| Alois Maxwald      | Rotax     |                            |
| Bosse Granath      | Husqvarna |                            |
| Kaarlo Koivuniemi  | Kawasaki  |                            |
| Jack Findlay       | Suzuki    |                            |
| Charlie Dobson     | Kawasaki  |                            |
| Lothar John        | Suzuki    |                            |
| Paul Eickelberg    | König     |                            |
| Giacomo Agostini   | MV Agusta | rottura dell'albero motore |
| Eric Offenstadt    | Kawasaki  |                            |
| Werner Pfirter     | Yamaha    |                            |

## Classe 350

### Arrivati al traguardo
| Pos. | Pilota           | Moto   | Tempo     | Punti |
| ---- | ---------------- | ------ | --------- | ----- |
| 1    | Teuvo Länsivuori | Yamaha | 51' 50"   | 15    |
| 2    | Víctor Palomo    | Yamaha | +1' 02" 4 | 12    |
| 3    | Pentti Korhonen  | Yamaha | +1' 48" 5 | 10    |
| 4    | Billie Nelson    | Yamaha | +2' 18" 5 | 8     |
| 5    | Gyula Marsovszky | Yamaha | +1 giro   | 6     |
| 6    | Helmut Kassner   | Yamaha | +1 giro   | 5     |
| 7    | Walter Kaletsch  | Yamaha | +1 giro   | 4     |
| 8    | János Reisz      | Yamaha | +1 giro   | 3     |
| 9    | Franz Weidacher  | Yamaha | +1 giro   | 2     |
| 10   | Harry Konschock  | Yamaha | +1 giro   | 1     |

### Ritirati
| Pilota               | Moto            |
| -------------------- | --------------- |
| Phil Read            | MV Agusta       |
| Giacomo Agostini     | MV Agusta       |
| Walter Villa         | Yamaha          |
| Dieter Braun         | Yamaha          |
| János Drapál         | Yamaha          |
| John Dodds           | Yamaha          |
| Kent Andersson       | Yamaha          |
| Marcel Ankoné        | Yamsel          |
| Werner Pfirter       | Yamaha          |
| Silvio Grassetti     | MZ              |
| Hans Mühlebach       | MZ              |
| Mick Grant           | Yamaha          |
| Siegried Güttner     | Yamaha          |
| Bruno Kneubühler     | Harley-Davidson |
| Klaus Leonhardt      | Yamaha          |
| Tony Gruber          | Yamaha          |
| Wolfgang Stephan     | Yamaha          |
| Peter Hartenstein    | Yamaha          |
| Bosse Granath        | Husqvarna       |
| Kim Newcombe         | König           |
| Sven-Olof Gunnarsson | Yamaha          |
| Horst Klingebiel     | Yamaha          |

## Classe 250

### Arrivati al traguardo
| Pos | Pilota             | Moto   | Tempo     | Punti |
| --- | ------------------ | ------ | --------- | ----- |
| 1   | Jarno Saarinen     | Yamaha | 48' 28" 6 | 15    |
| 2   | Hideo Kanaya       | Yamaha | +21" 8    | 12    |
| 3   | Teuvo Länsivuori   | Yamaha | +32" 2    | 10    |
| 4   | Dieter Braun       | Yamaha | +44" 1    | 8     |
| 5   | Börje Jansson      | Yamaha | +56" 1    | 6     |
| 6   | Silvio Grassetti   | MZ     | +1' 02" 9 | 5     |
| 7   | Pentti Korhonen    | Yamaha | +1' 52"   | 4     |
| 8   | Walter Villa       | Yamaha | +2' 00" 2 | 3     |
| 9   | Víctor Palomo      | Yamaha | +2' 04"   | 2     |
| 10  | Mick Grant         | Yamaha | +2' 17" 1 | 1     |
| 11  | Peter Stocksiefen  | Yamaha | 51.03.9   |       |
| 12  | Eric Offenstadt    | SHF    | +1 giro   |       |
| 13  | Klaus Huber        | Yamaha | +1 giro   |       |
| 14  | Ryszard Mankiewicz | Yamaha | +1 giro   |       |
| 15  | John Lothar        | Yamaha | +1 giro   |       |

### Ritirati
| Pilota              | Moto            |
| ------------------- | --------------- |
| John Dodds          | Yamaha          |
| Walter Rungg        | Maico           |
| Oronzo Memola       | Harley-Davidson |
| Matti Salonen       | Yamaha          |
| Günter Fischer      | Yamaha          |
| Helmut Kassner      | Yamaha          |
| Nico van der Zanden | Yamaha          |
| Werner Giger        | Yamaha          |
| Rolf Minhoff        | Yamaha          |
| János Reisz         | Yamaha          |
| Bob Coulter         | Yamaha          |
| Harald Merkl        | Yamaha          |
| Chas Mortimer       | Yamaha          |
| Charlie Dobson      | Yamaha          |
| Heinz Kittler       | Yamaha          |
| Derek Lee           | Suzuki          |
| Horst Pleyer        | Yamaha          |
| Siegried Güttner    | Yamaha          |
| Herbert Rau         | Yamaha          |
| Horst Klingebiel    | Yamaha          |

## Classe 125

### Arrivati al traguardo
| Pos | Pilota              | Moto        | Tempo     | Punti |
| --- | ------------------- | ----------- | --------- | ----- |
| 1   | Kent Andersson      | Yamaha      | 49' 56" 3 | 15    |
| 2   | Ángel Nieto         | Morbidelli  | +33" 4    | 12    |
| 3   | Jos Schurgers       | Bridgestone | +1' 08" 2 | 10    |
| 4   | Pentti Salonen      | Yamaha      | +1' 59" 7 | 8     |
| 5   | Horst Seel          | Maico       | +2' 22" 7 | 6     |
| 6   | Börje Jansson       | Maico       | +2' 28" 9 | 5     |
| 7   | Paul Eickelberg     | Maico       | +2' 59" 7 | 4     |
| 8   | Lothar Mülbert      | Maico       | +3' 02" 3 | 3     |
| 9   | Herbert Rittberger  | Yamaha      | +3' 18" 7 | 2     |
| 10  | Gottlob Schweikardt | Maico       | +1 giro   | 1     |
| 11  | János Reisz         | Yamaha      | +1 giro   |       |
| 12  | Josef Kullmer       | Yamaha      | +1 giro   |       |
| 13  | Toni Gruber         | Maico       | +1 giro   |       |

### Ritirati
| Pilota             | Moto       |
| ------------------ | ---------- |
| Chas Mortimer      | Yamaha     |
| Eugenio Lazzarini  | Piovaticci |
| Harald Bartol      | Suzuki     |
| Matti Salonen      | Yamaha     |
| Leif Rossell       | Maico      |
| Gert Bender        | Maico      |
| Hans-Jürgen Hummel | Yamaha     |
| Peter Frohnmeyer   | Maico      |
| Xaver Tschannen    | Maico      |
| Oronzo Memola      | RTM        |
| Rolf Minhoff       | Maico      |
| Günter Fischer     | Maico      |
| Walter Rungg       | Maico      |
| Ryszard Mankiewicz | MZ         |
| Manfred Kügler     | Maico      |
| Herbert Rittberger | Yamaha     |
| Alberto Ieva       | Malanca    |
| Michael Fahrmeir   | Yamaha     |
| Heinz Kittler      | Maico      |

## Classe 50

### Arrivati al traguardo
| Pos | Pilota             | Moto     | Tempo     | Punti |
| --- | ------------------ | -------- | --------- | ----- |
| 1   | Theo Timmer        | Jamathi  | 38' 01" 1 | 15    |
| 2   | Henk van Kessel    | Kreidler | +23" 4    | 12    |
| 3   | Wolfgang Gedlich   | Kreidler | +33" 5    | 10    |
| 4   | Herbert Rittberger | Kreidler | +47" 7    | 8     |
| 5   | Jürgen Roller      | Kreidler | +1' 05" 5 | 6     |
| 6   | Jan Huberts        | Kreidler | +1' 07" 1 | 5     |
| 7   | Rainer Bratenstein | Kreidler | +1' 19" 4 | 4     |
| 8   | Kasimir Rapczynski | Kreidler | +1' 20" 1 | 3     |
| 9   | Juan Bordons       | Derbi    | +1' 46"   | 2     |
| 10  | Rolf Blatter       | Kreidler | +1' 46" 4 | 1     |
| 11  | Wolfgang Golembeck | Maico    | +2' 16" 9 |       |
| 12  | Stefan Dörflinger  | Kreidler | +2' 18" 1 |       |
| 13  | Siegfried Lehman   | Kreidler | +3' 10" 1 |       |
| 14  | Walter Däuwel      | Kreidler | +3' 10" 4 |       |
| 15  | Roland Schuster    | Kreidler | +3' 13" 2 |       |

### Ritirati
| Pilota             | Moto     |
| ------------------ | -------- |
| Jan de Vries       | Kreidler |
| Rudolf Kunz        | Kreidler |
| Gerhard Thurow     | Kreidler |
| Lars Persson       | Monark   |
| Bruno Kneubühler   | Kreidler |
| Ulrich Graf        | Kreidler |
| Dieter Gedlich     | Kreidler |
| Otello Buscherini  | Malanca  |
| Manfred Kügler     | Kreidler |
| Josef Kullmer      | Derbi    |
| Rudi Jourdan       | Kreidler |
| Hans-Jürgen Hummel | Kreidler |
| Werner Michawitz   | Kreidler |
| Alberto Ieva       | Malanca  |

## Classe sidecar
Per le motocarrozzette si trattò della 142ª gara effettuata dall'istituzione della classe nel 1949; si sviluppò su 19 giri, per una percorrenza di 128,980 km.
Pole position di Jeff Gawley/Peter Sales (König); giro più veloce di Klaus Enders/Ralf Engelhardt (Busch-BMW) in 2' 38" 9 a 153,800 km/h.

### Arrivati al traguardo
| Pos | Pilota                | Passeggero       | Moto      | Tempo     | Punti |
| --- | --------------------- | ---------------- | --------- | --------- | ----- |
| 1   | Klaus Enders          | Ralf Engelhardt  | Busch-BMW | 51' 02"   | 15    |
| 2   | Werner Schwärzel      | Karl-Heinz Kleis | König     | +1' 19" 3 | 12    |
| 3   | Michel Vanneste       | Serge Vanneste   | BMW       |           | 10    |
| 4   | Heinz Luthringshauser | Hermann Hahn     | BMW       |           | 8     |
| 5   | Graham Milton         | Don Smith        | BMW       |           | 6     |
| 6   | Hermann Binding       | Helmut Fleck     | BMW       |           | 5     |
| 7   | Otto Haller           | Erich Haselbeck  | BMW       |           | 4     |
| 8   | Karl Venus            | Rainer Gundel    | BMW       |           | 3     |
| 9   | Gustav Pape           | Franz Kallenberg | BMW       |           | 2     |
| 10  | Fritz Hänzi           | Marcel Clerc     | BMW       |           | 1     |

## Fonti e bibliografia
- La Stampa, 13 maggio 1973, pag. 23 e 14 maggio 1973, pag. 15
- El Mundo Deportivo, 14 maggio 1973, pag. 43
- Risultati della 500 su autosport.com, su autosport.com.
- "Motor" n° 20 del 18 maggio 1973, pagg. 892-896 [collegamento interrotto], su motorracehistorie.nl.